# 雙聯畫
雙聯畫（來自希臘語 δίπτυχον,，即“雙折的”）一般是可折叠的兩面畫作，但也有雕刻等藝術作品，以木头、金属或象牙製成，串以金属链、环或绳索。基督徒早先将此板用于礼拜，上面记有殉教者或重要人物之名。许多遗留下来的记事板属罗马帝国晚期，用以注明执政官任期。